# Hélder Câmara
Dom Hélder Câmara (7. veljače 1909. – 27. kolovoza 1999.) bio katolički svećenik, nadbiskup Recifea u Brazilu.
Svoje služenje započeo je u sirotinjskim getoima Rio de Janeira. I kao nadbiskup brazilskog Recifea bio je običan čovjek koji je zajedno sa svojim narodom silazio na trg, pješice hodao gradom. 
Vrativši se s II. vatikanskog sabora siromašnim je seljacima, žrtvama osornih veleposjednika, podijelio zemlju koja je pripadala nadbiskupiji, a sam je iselio iz biskupske palače i nastanio se u trosobnoj kući, zapravo sakristiji jedne crkve. Poznata je njegova izjava: „Kada siromašnima dajem hranu, nazivaju me svecem, kada pitam zašto siromašni nemaju hrane, nazivaju me komunjarom.“ Vojna hunta i lokalni moćnici su ga proglasili „crvenim biskupom“, a slične su optužbe dolazile i od nekih iz Crkve. Bio je proročki glas onih bez glasa, zauzimajući se hrabro za svoju siromašnu i potlačenu braću. 
Kada ga je majka Tereza jednom upitala kako uspijeva zadržati svoju poniznost, rekao je da se samo mora zamisliti pri trijumfalnom ulasku u Jeruzalem – ne kao Isus već kao magarac.
Kada je umro 27. kolovoza 1999., brazilski predsjednik proglasio je tri dana nacionalne žalosti, bez obzira na prijašnja politička neslaganja.

## Vanjske poveznice
- Archbishop Hélder Câmara (engl.)